# 礼山運転免許試験場
礼山運転免許試験場（イェサンうんてんめんきょしけんじょう）は忠清南道礼山郡にある道路交通公団の運転免許試験場である。

## 施設概要
- 技能試験場

### 本館
- 1階:受付、障害者学科試験場、身体検査場
- 2階：総務係、電算室
- 3階：学科試験場
- 地下1階：交通安全教育場

## 学科試験
- PC式のみ。
- 手話ビデオ（重度の聴覚障害者対象）

## 技能試験が可能な運転免許の種類
各運転免許の詳細については運転免許の区分を参照
- 第一種大型免許
- 第一種特殊免許（トレーラー）
- 第一種普通免許
- 第二種普通免許
- 第二種小型免許
- 第二種原動機付自転車免許
  - 多輪形原動機付自転車限定免許（2011年1月下旬から）

## 交通アクセス
礼山バスターミナル、礼山駅から免許試験場行きのバスで25分